# 革命歌曲
革命歌曲是指拥护、赞美革命的政治歌曲。这类歌曲的主要用途包括激发斗志、政治宣传或煽动人群。《馬賽曲》和《国际歌》就是典型的革命歌曲。革命歌曲是政治宣传的重要组成部分。唱响这类歌曲通常会被视作示威或革命举动。一些革命歌曲曾成功团结起了原本无关联的政治群体。有些革命歌曲是人们自发创作的；另有些革命歌曲则是由作曲家（如贝托尔特·布莱希特）谱写的。革命方经常用革命歌曲来抨击当局。
很多抗争歌也可被视作革命歌曲，或者在与之相应的革命成功后，这种歌曲就会得到正统化，升格为革命歌曲。另一方面，当革命成功后，抗争歌曲的某些方面也可能会被视作反革命。